# プジョー・208
プジョー・208（Peugeot 208 ）は、フランスの自動車メーカー・プジョーが製造・販売する乗用車である。

## 初代 A9型（2012年-）
207の後継車として2012年3月のジュネーブモーターショーで発表。欧州では同年9月20日に計8グレードの発売が開始された。
開発コードは“A9”。“RE-GENERATION”（再生）をキャッチフレーズに、Bセグメントにおける新しいプジョーを示す位置付けとなっている。プラットフォームは207から引き続きPSAの「PF1」を継続して採用するためホイールベースは同じだが、4輪をさらにボディの隅へ配置、オーバーハングをフロントで75mm、リアで10mm短縮し全長は4m以内に収まる。トレンドに倣いダウンサイジングしているが、室内は膝前+50mm、荷室+15Lと拡大された。広範囲に渡り高張力鋼板と超高張力鋼板、新開発のアルミ製の構成部品を多用し100kg以上もの大幅な軽量化を達成している。
208の登場により207の販売は終了するが、新興国など一部の地域では引き続き販売される。先々代にあたる206も、207の登場後しばらくの間、欧州や日本でも併売されていた。

### デザイン
エクステリアは塊感を強調したもので、俊敏・感性に訴えかけるもの・活発・集中するエネルギー感などがキーワードとなっている。フロント周りは浮いているように見える「フローティング・グリル」を採用し、206から続いた深い切れ長のヘッドランプも変更された。ボンネットの先端に刻まれたブランドロゴの左右を通る2本のラインは、フロントウィンドウの上部からルーフへ、更にテールゲートの開口部にまで伸びるという凝ったものとなっている。サイドには強い印象を与えるシャープなラインが走り、サイドシル周辺と併せて立体感を際立たせている。リアはハッチゲート下側にボリュームを持たせており四隅へのタイヤ配置も効果的で安定感が増すと共に、リアのコンビネーションランプは3本のLEDチューブが内蔵され、特徴的な表情を見せている。Cd値は0.29。
インテリアは「ヘッドアップインストルメントパネル」と呼ばれるコンセプトで、楕円形の小径ステアリングホイールを採用し、その上部からメーター類を視認する新しいスタイル。身長やシート高によってはメーター下部が遮られる場合もあるが、ドライバーの視線移動を最小限に抑えることで疲労軽減効果もあり、デザイン性と安全性を両立させた設計となっている。
中央に配置される未来的な7インチのタッチパネル式スクリーン（解像度800×480）は、ラジオ・各種計器の設定・USB接続のオーディオBluetooth ハンズフリーキットなど、グラフィックの操作はタブレット型端末のような使用感となっている。デザイナーのこだわりでセミフローティングスタイルを採用し、ほとんどのコントロールスイッチ類はステアリングホイールやタッチスクリーンに配される。

### メカニズム
エンジンはこれまでの4気筒に加えて、PSAが新開発したバランサーシャフト付きの3気筒エンジンが投入された。高効率化により、欧州モードでの走行1㎞当たりのCO2排出量は1.2Lでも僅か104g、1.0Lで99g、1.4L HDiでは87gとなる。ラインナップはBMWとPSAが共同開発しバルブトロニックと同様の機構を持つVTi、GTiに搭載されるTHP（Turbo High Pressure: 直噴ターボ）、HDi（High pressure Direct Injection: コモンレール式直噴ディーゼルターボ）、e-HDiで、欧州排出ガス規制Euro 5に適合している。
ラインナップは、3気筒の1.0L VTi 50kW (68PS)、1.2L VTi 60kW (82PS)、4気筒の1.4L VTi 70kW (95PS)、1.6L VTi 88kW (120PS)、1.6L THP 115kW (156PS) のガソリン5種類と、4気筒の1.4 e-HDi 51kW (70PS)、1.6 HDi 68kW (92PS)、1.6 HDi 85kW (115PS) のディーゼル3種類。全グレードでESCやABS、カーテンエアバッグを含む6つのエアバッグを標準装備。2012年ユーロNCAPでは最高評価の5つ星を獲得している。
トランスミッションは5/6速MT、5速セミAT、6速セミAT、4速AT、6速ATと多種多様であり、搭載されるエンジンにより設定が異なる。

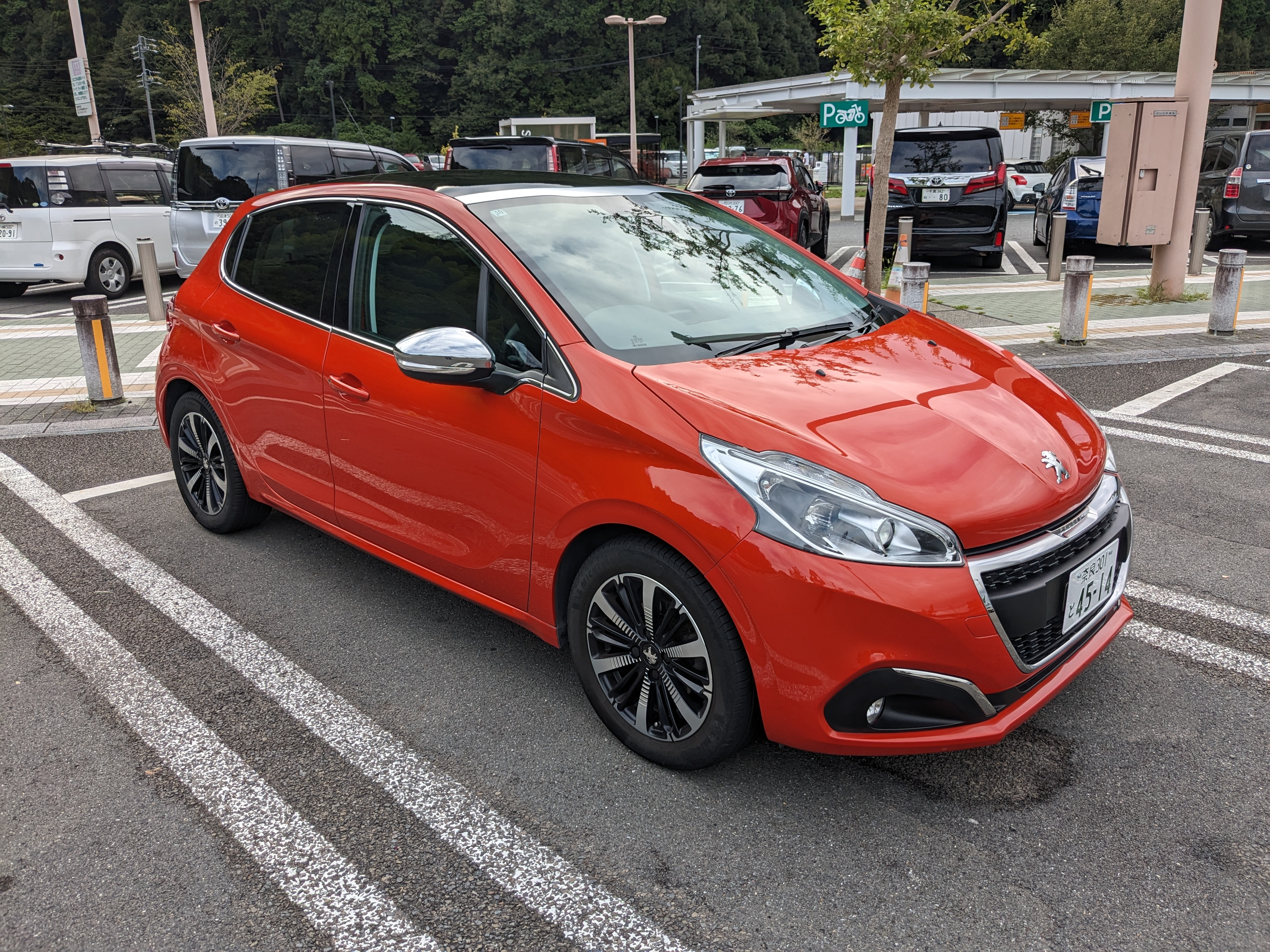
マイナーチェンジ後モデル

## 2代目 P21型（2019年-）
2019年3月5日、ジュネーヴ・モーターショーで正式発表。PSAグループの電動化戦略に伴う電気自動車「e‐208」も同時に公開された。
「208」は最高出力100ps、最大トルク205Nmを発揮する1.2L3気筒ターボエンジンと8速ATを組み合わせ、燃費性能は19.5km/L（JC08モード）を達成する。「e-208」は最高出力136hp、最大トルク26.5kgmを発生させるモーターと蓄電容量50kWhのバッテリーを搭載し、1回の充電で航続距離は最大450km（NEDC計測）である。
2019年10月6日、フランスにて発売
2020年3月2日、欧州カー・オブ・ザ・イヤー2020を受賞した。プジョー車の受賞は2017年の3008以降、3年ぶり6度目となった。
2023年、2022年ヨーロッパで最も売れた車となったと発表された。

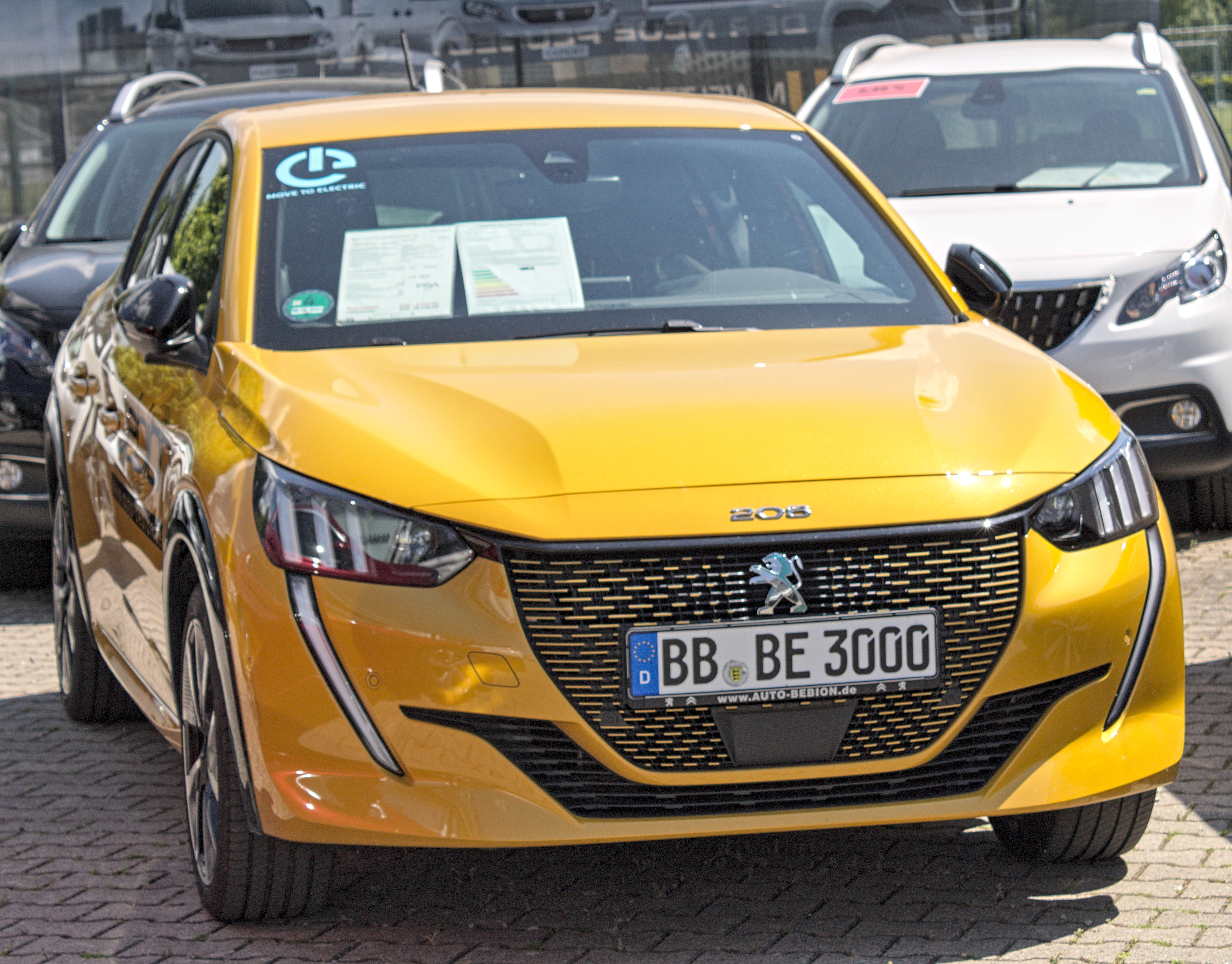
Peugeot e-208
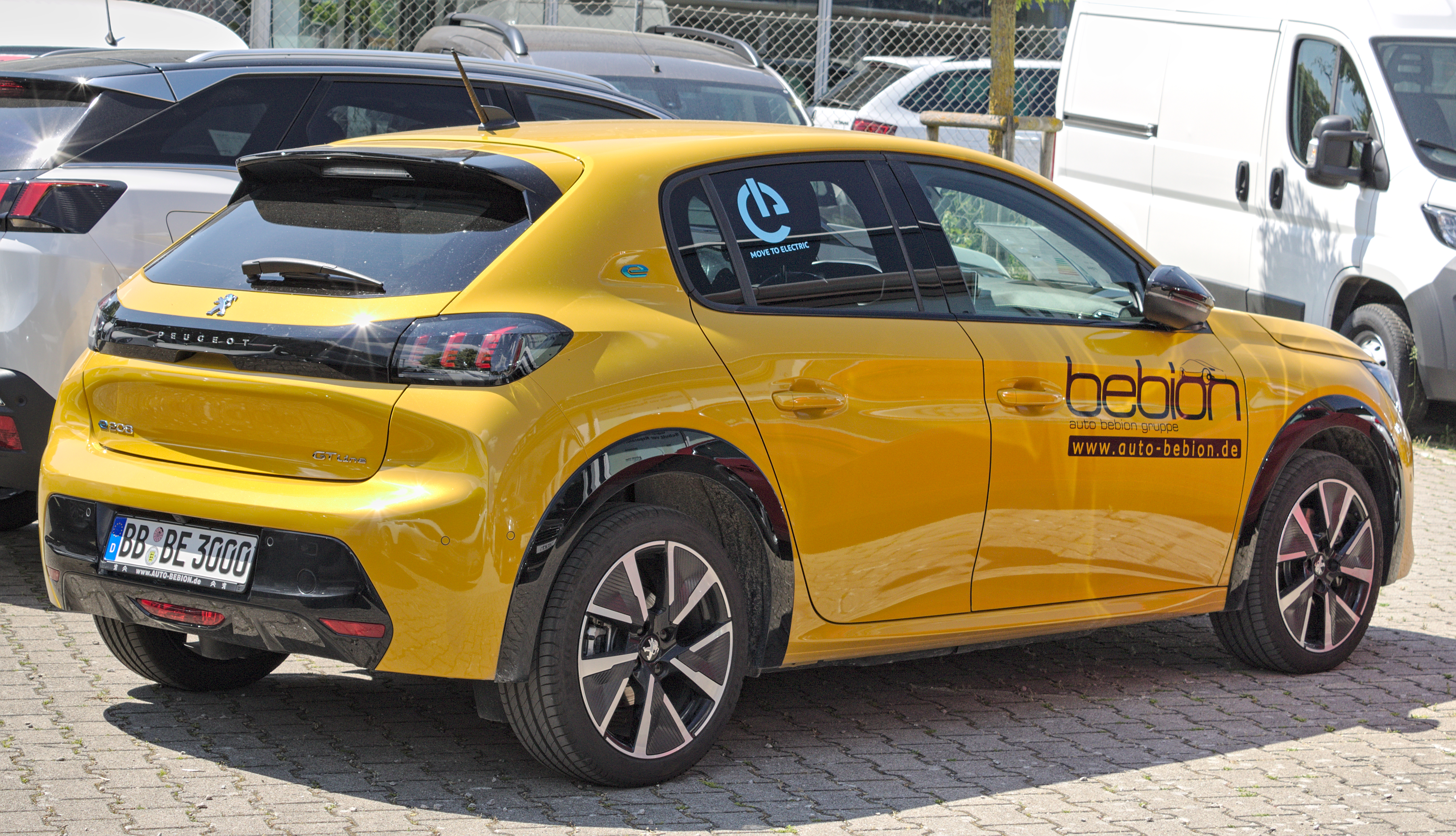
Peugeot e-208
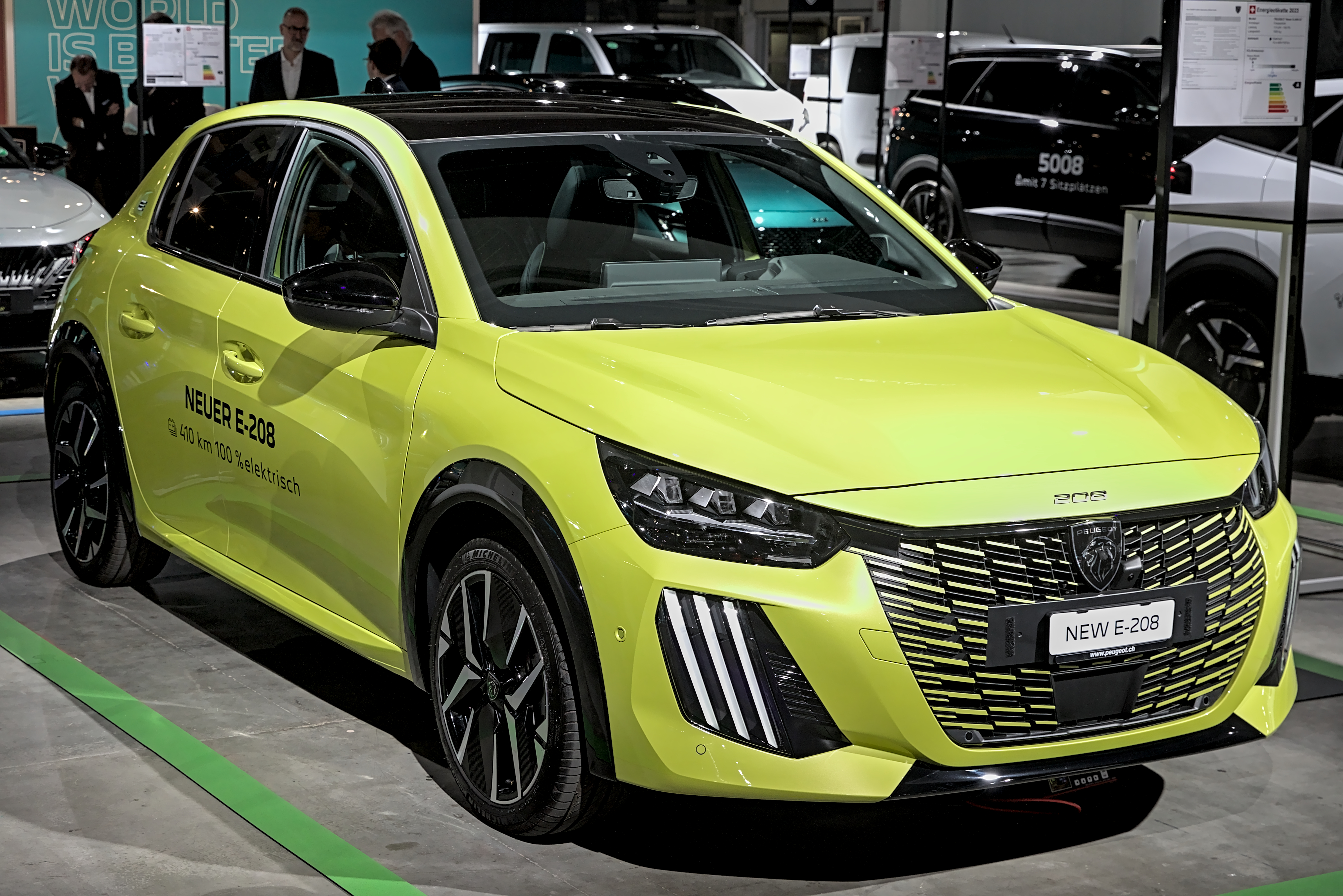
Peugeot e-208 (Facelift)
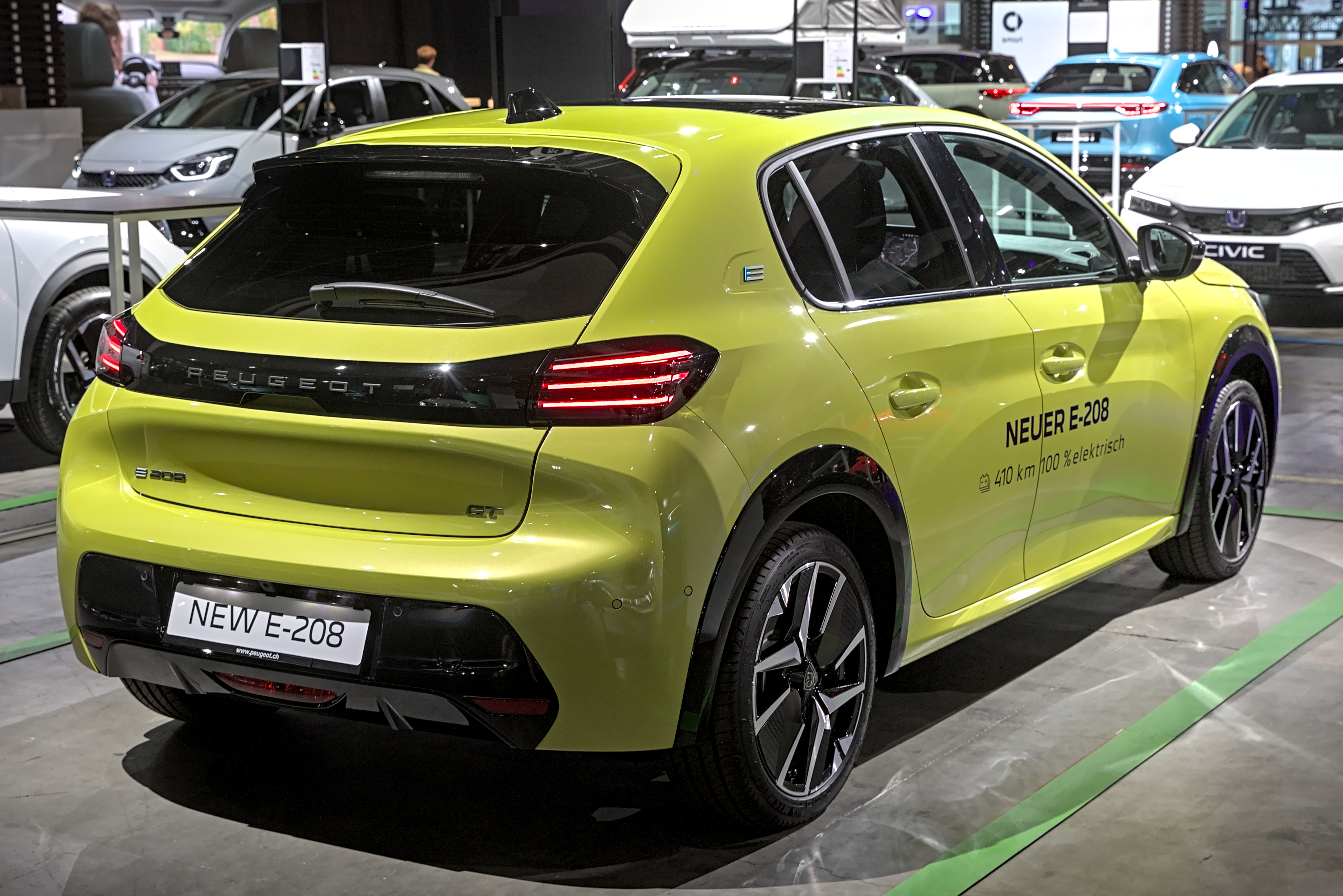
Peugeot e-208 (Facelift)

## 日本での販売

### 初代
- 2012年11月1日より販売開始[13]。先行して3ドアのスポーツグレード「GT」（1.6L直列4気筒ターボエンジン+6速MT）、5ドアのベースグレード「Premium」とパノラミックガラス搭載の上級仕様「Cielo」（共に1.6L直列4気筒自然吸気エンジン+4速AT）の3グレードが導入され、同年12月より3ドアのエントリーグレード「Allure」（1.2L直列3気筒自然吸気エンジン+5速MT）が追加された。
- 2013年2月13日、「Cielo」をベースに、17インチアロイホイール、テップレザー（人工皮革）とアルカンタラのコンビネーションシートなどを装備した特別仕様車「Urban Vintage（アーバン ヴィンテージ）」を120台限定で発売した[14]。
- 2013年5月31日、「GTi」と「XY」が追加された[15]。「GTi」は、最高出力200ps（147kW）/6000rpm、最大トルク28.0kgm（275Nm）/1700rpmを発生する、1.6L直噴ターボエンジンを搭載したスポーツグレードである。「XY」は、156psのターボエンジンを搭載した「GT」をベースに、内外装を専用にコーディネートしたラグジュアリースポーツグレードである。フロントグリルや17インチアロイホイール、エキゾーストパイプを隠すリアバンパーの処理など、随所にXY専用のデザインが取り入れられている。トランスミッションはいずれも6速MTで、3ドアのみである。また、パノラミックガラスルーフを標準装備。シート表皮にはブラック・テップレザーとアルカンターラ、ファブリックが組み合わされている。
- 2013年7月1日、価格改定を行った。「Premium」と「Cielo」でそれぞれ2万円値上げした[16]。
- 2014年1月6日、一部改良により3ドアの「Allure」、5ドアの「Premium」と「Cielo」のユニットが1.2L直列3気筒自然吸気エンジン「Pure Tech（ピュアテック）」+5速セミAT「ETG5（エフィシェント・トロニック・ギアボックス）」へ変更された（「Allure」は5速MT仕様も設定）。このエンジンはストップ&スタートシステム機構の搭載などにより、JC08モードで19.4km/Lの低燃費と軽快な走行性能を実現している[17]。
- 2014年4月15日、新デザインの15インチアロイホイール、カラーコーディネートされたファブリックとアルカンタラのコンビネーションシート、グリップ部に穴あき加工が施されたナッパレザーステアリングホイールを採用した特別仕様車「envy（エンヴィ、『羨望』の意味）」を200台限定で発売した[18]。
- 2014年6月2日、価格改定を行い、「Allure」「Premium」「Cielo」は1万円、「GTi」は2万円値上げした[19]。
- 2014年6月7日、プジョーの全仏オープンテニス協賛30周年を記念した特別仕様車「ROLAND GARROS（ロラン ギャロス）」を100台限定で発売した[20]。
- 2015年5月1日、「205 GTi」の発売30周年記念モデルとして「GTi 30th アニバーサリー」を限定50台で発売した[21]。
- 2015年5月26日、ウレタンステアリングホイールやマニュアルエアコン、15インチアロイホイールなどを採用して価格を199万円に抑えたエントリーモデル「Style」を208台限定で発売した[22]。
- 2015年10月28日、マイナーチェンジを実施[23]。2015年2月18日に欧州で発表し、ジュネーブモーターショーで公開された改良モデル[24]を導入した。幅広のクロームとグリル内アクセントが3D効果をもたらす新グリルや、フォグランプを分離させた新デザインバンパー、新しいカラーリングのツートーンヘッドランプと3DタイプのLEDリアコンビネーションランプを採用。パワートレーンは後述の「Style 5MT」と「GTi」系を除いて、最高出力110psを発生する1.2L直列3気筒ターボエンジン「Pure Tech」とアイシンAW（現:アイシン）製6速AT「EAT6」を組み合わせる。さらにストップ＆スタート機構も搭載している。安全面では、レーザーセンサーで危険を自動回避または軽減するアクティブシティブレーキを「Style 5MT」を除いて標準装備した。さらに、縦列駐車や脱出時のステアリング操作をサポートするパークアシストや、後退時の障害物への接近を警告するバックソナーも装備する。グレード体制も大幅に見直され、エントリーグレードの「Style 5MT」（1.2L直列3気筒自然吸気エンジン+5速MT）と「Style 6AT」（1.2L直列3気筒ターボエンジン+6速AT）、メイングレードの「Allure」とパノラミックガラスルーフ搭載の「Allure Cielo Package」（共に1.2L直列3気筒ターボエンジン+6速AT）の4グレード体制となる。「GTi」は最高出力208psを発揮する「GTi」とプジョー・スポールがチューニングを施したホットハッチ「GTi by PEUGEOT SPORT」（共に1.6L直列4気筒ターボエンジン+6速MT）の2グレード体制となる。また、200台限定の特別仕様車「GT Line」も設定された。
- 2016年6月1日、「Style」をベースに専用エンブレムおよびフロントドアステップガード、クロームドアミラー、スーパーティンテッドガラス、新デザインのホイールキャップ、エントリーモデルとしての装備を充実させた「Style Plus（スタイルプラス）」を230台限定で発売した[25]。
- 2016年9月26日、「氷」をイメージした特別仕様車「GT Line - ICE EDITION（GTライン アイスエディション）」を240台限定で発売した[26]。赤いロゴが象徴的な専用フロントグリル、GTラインバッジ、専用17インチアロイホイール、テップレザー＆ファブリックのコンビネーションシートを備える。
- 2017年4月17日、「Allure」をベースに、パノラミックガラス（シエロルーフ）、LEDルーム＆マップランプ、16インチ新デザインアロイホイール、オプションのメタリックボディカラーを採用した「Allure Cielo Plus（アリュール シエロプラス）」を250台限定で発売した[27]。また小変更も同時に実施し、「Style」にバックソナー、レザーステアリング、リア＆リアサイド・スーパーティンテッドガラスを標準装備。また、全グレードでタッチスクリーンを日本語表示対応とした。
- 2017年7月3日、「Style 6AT」がベースの特別仕様車「First Selection（ファースト セレクション）」を240台限定で発売した[28]。
- 2018年4月9日、「Allure」をベースに、ブラックレザーシート（フロントシートヒーター付）、フロアマット、16インチツートーンアロイホイールを備えた特別仕様車「LEATHER EDITION（レザーエディション）」を120台限定で発売した[29]。
- 2018年7月24日、16インチ新デザインアロイホイールと専用エンブレム（左右フロントドア前部）、208初のバックアイカメラ、フロントソナー＆パークアシスト（縦列駐車のみ）、Apple CarPlayに対応するスマートフォン接続機能「ミラースクリーン」を搭載し、安全・運転支援テクノロジーを強化した特別仕様車「TECH PACK EDITION（テックパックエディション）」を400台限定で発売した[30]。
- 2018年11月21日、エントリーグレード「Style」をベースに、上位グレードの「Allure」と同様のフロントグリル、ブルーステッチ入りシート、革巻スポーツステアリング、バックアイカメラ（アクティブシティブレーキ/バックソナー標準装備）、16インチ専用ホイールカバー、SIGNATUREエンブレム、Apple CarPlay対応など、装備を充実させた特別仕様車「Signature（シグネチャー、『サイン、署名』の意味）」を発売した[31]。
- 2019年4月8日、スポーティグレード「GT Line」を復活させ、フロントグリル、ドアミラー、サイドウィンドウモール、17インチアロイホイールなどをブラックでコーディネイトした特別仕様車「GT Line Black Pack（GTライン ブラックパック）」を発売した[32]。バックカメラ＆バックソナー、フロントソナー、パークアシストも装備される。Apple CarPlayとAndroid Autoに対応する。
- 2019年5月23日、「Allure」をベースにフロントソナーやパークアシストを備える特別仕様車「Allure Fun Edition（アリュール ファンエディション）」を発売した[33]。

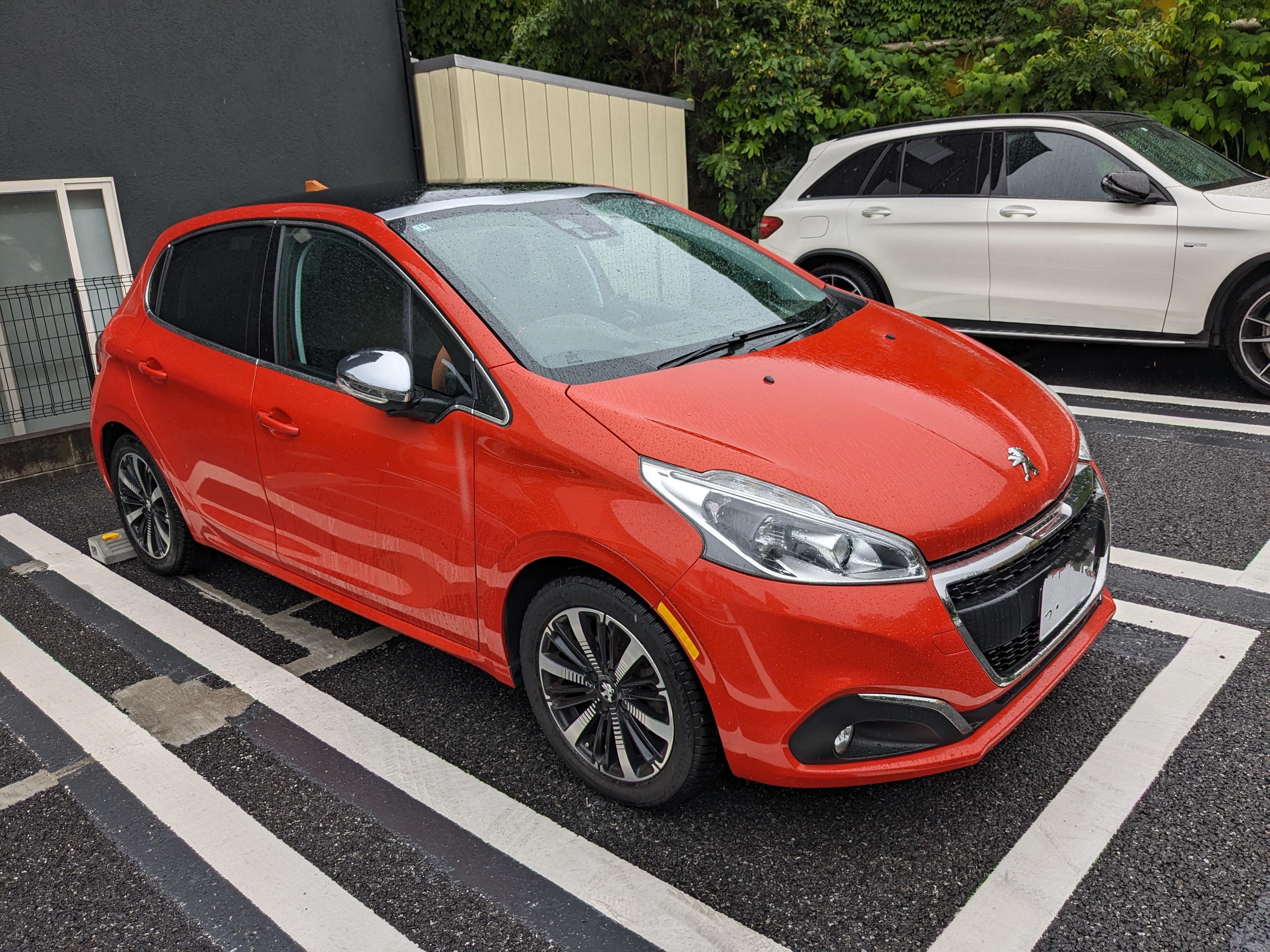
マイナーチェンジ後の特別仕様車Allureシエロプラス

### 2代目
- 2019年10月18日、都内にて「208」「e-208」を日本初公開[34]。

- 2020年7月2日、「208」及び「e-208」を発売開始[8]。1.2L直列3気筒ターボを搭載する「208」のグレード構成は「Style」（受注生産）、「Allure」、「GT Line」の3種類、電気自動車「e-208」では「Allure」、「GT Line」の2種類である。
- 2020年12月7日、日本カー・オブ・ザ・イヤーの輸入車部門 「2020-2021 インポート・カー・オブ・ザ・イヤー」を受賞した[35]。世界的にセールスも好調に推移しており、日本でもデビュー以降208が1818台、e-208が105台の合計1923台（同年12月6日現在）と好調なセールスを記録していることも公表された。
- 2021年2月24日、仕様変更を実施した[36]。上級グレード「GT Line」は「GT」に呼称変更された。追加装備としてフロントシートヒーター、ダークグレーの17インチアロイホイール（ガソリン仕様のみ）を採用した。受注生産モデル「Style」はヘッドライトがLEDとなりグレーの16インチアロイホイールを採用した。また、ガソリン車は全グレードでWLTCモード燃費が5%アップ（17.9km/ℓ、旧数値は17.0km/ℓ）し、排ガス基準四つ星レベル（50%低減認定車）を取得。エコカー減税の対象となった。
- 2021年5月1日、2008とともに価格改定を行った[37]。
- 2022年3月9日、仕様変更を実施し、ガソリンモデル全車に指先だけで変速が出来るトグルタイプオートマチックセレクターを採用した[38]。
- 2022年4月11日、e-208をe-2008と共に仕様変更[39][40]。ギヤ比の変更やヒートポンプの効率改善により、一回当たりの充電走行距離が380kmから395kmへ15km延長。これにより、「クリーンエネルギー自動車・インフラ導入促進補助金」の、EVにおける補助上限額65万円が交付される。令和4年度当初予算「クリーンエネルギー自動車導入促進補助金」も同様に対象となる見込み。また、ガソリン車で既に採用されているトグルタイプのオートマチックセレクターを採用した。

## モータースポーツ
208はモータースポーツ部門『プジョー・スポール』の近年の主力車である。主な戦歴は以下の通り。

### 208 T16パイクスピーク

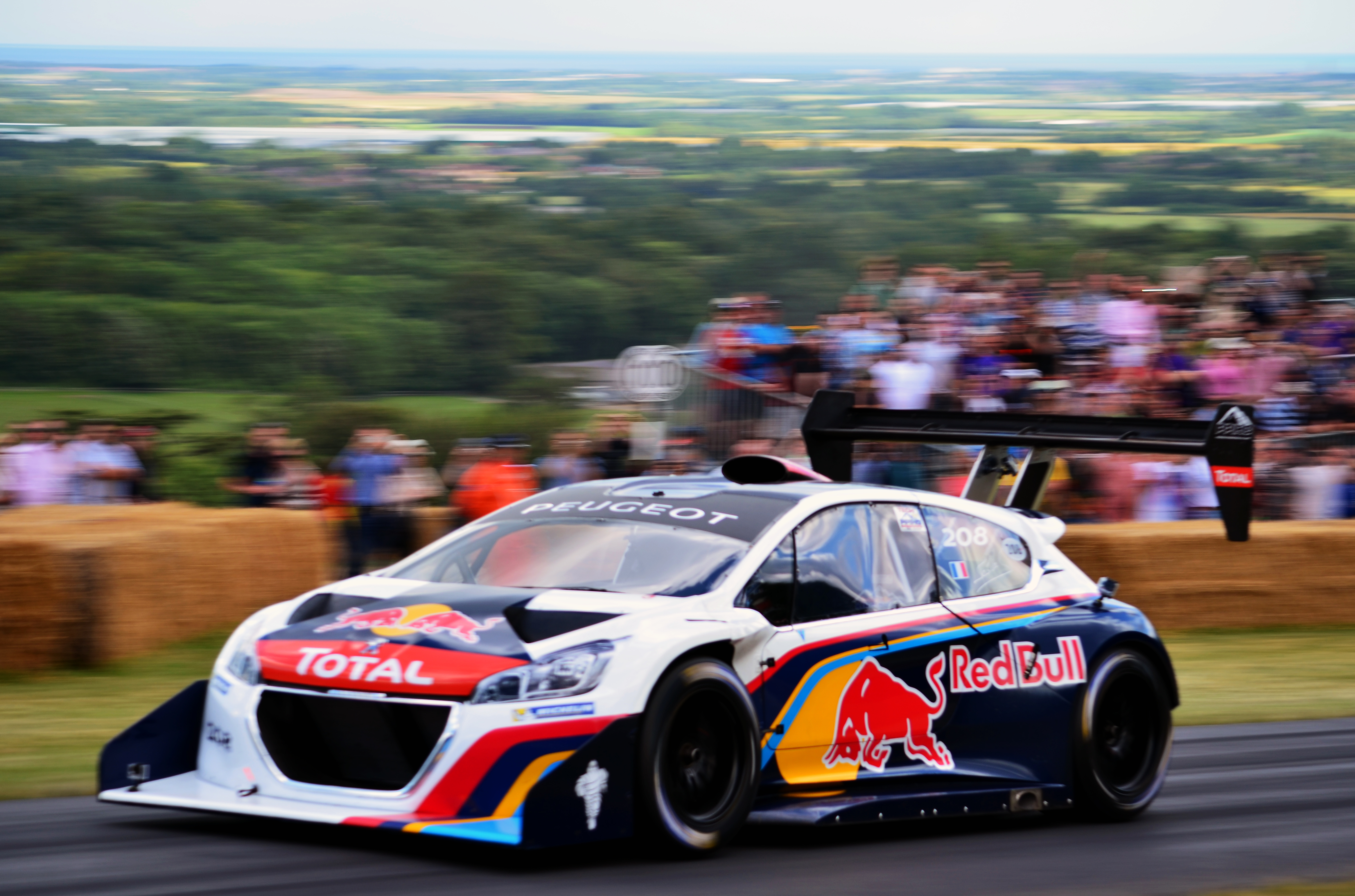
2014グッドウッド・フェスティバル・オブ・スピードでプジョー・208 T16パイクスピークを運転するセバスチャン・ローブ

2013年のパイクスピーク・ヒルクライムに向け、『208 T16 Pikes Peak』を開発。かつてパイクスピークを制覇したグループB車両205 T16と同じ「T16」の名が与えられている。
市販車に由来しない鋼鉄製パイプフレームとカーボン製ボディで専用設計され、耐久レース用プロトタイプマシンのプジョー・908から流用したものを含む巨大な空力パーツを備える。タイヤはミシュラン。プジョー・607からの流用で耐久レースのクラージュ・C60にも搭載されたA32型エンジン（3.2リッターV6ツインターボ）をリアミッドシップにマウントし、車重875kg、馬力も875PSでパワーウェイトレシオは驚異の1:1である。
WRCを9連覇したセバスチャン・ローブがドライブし、前年市販車改造のヒュンダイ・ジェネシスクーペが記録していた全舗装路のコースレコード9分46秒164を1分半も塗り替える8分13秒878を叩き出して総合優勝を果たし
、T16の栄光を継承した。このタイムは純内熱機関車が出した記録としては10年経った2023年現在も最速である。
この車は、2014年6月のグッドウッド・フェスティバル・オブ・スピードでもヒルクライムレースで優勝した。

### ラリークロス

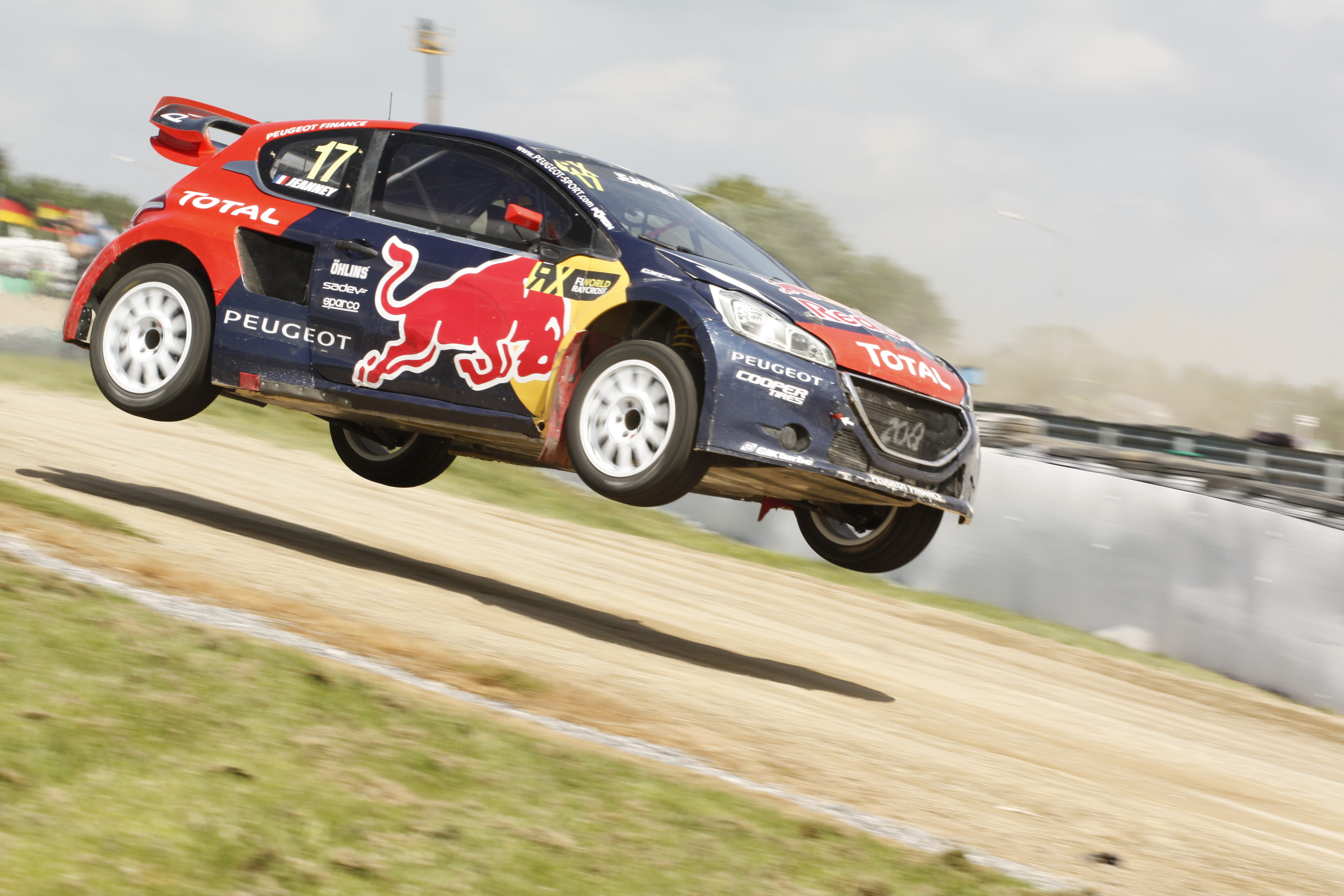
208 WRX

2014年にはプジョーは北欧の雄であるハンセン・モータースポーツを支援してWorld RX（世界ラリークロス選手権）に、RXスーパーカーの『208 WRX』で参戦。エンジンはオレカ製2.0リッター直列4気筒ターボを搭載する。2015年にチームタイトルを獲得している。
2018年にはセバスチャン・ローブ・レーシング（SLR）が、オレカとオンローク・オートモーティブが共同開発した208 RXスーパーカーで同選手権に参戦している。

### ラリー

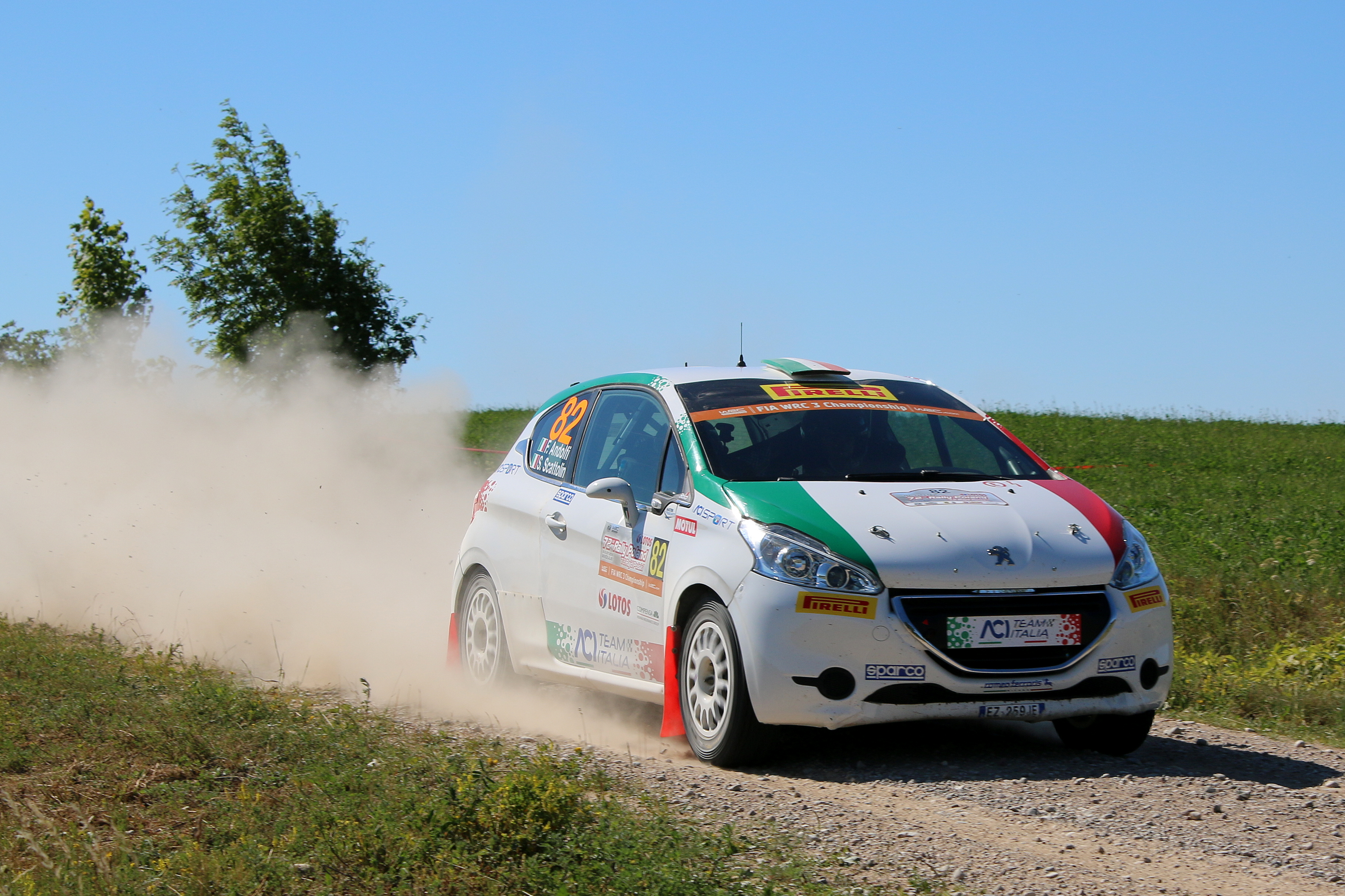
208 VTi (ラリーカー)

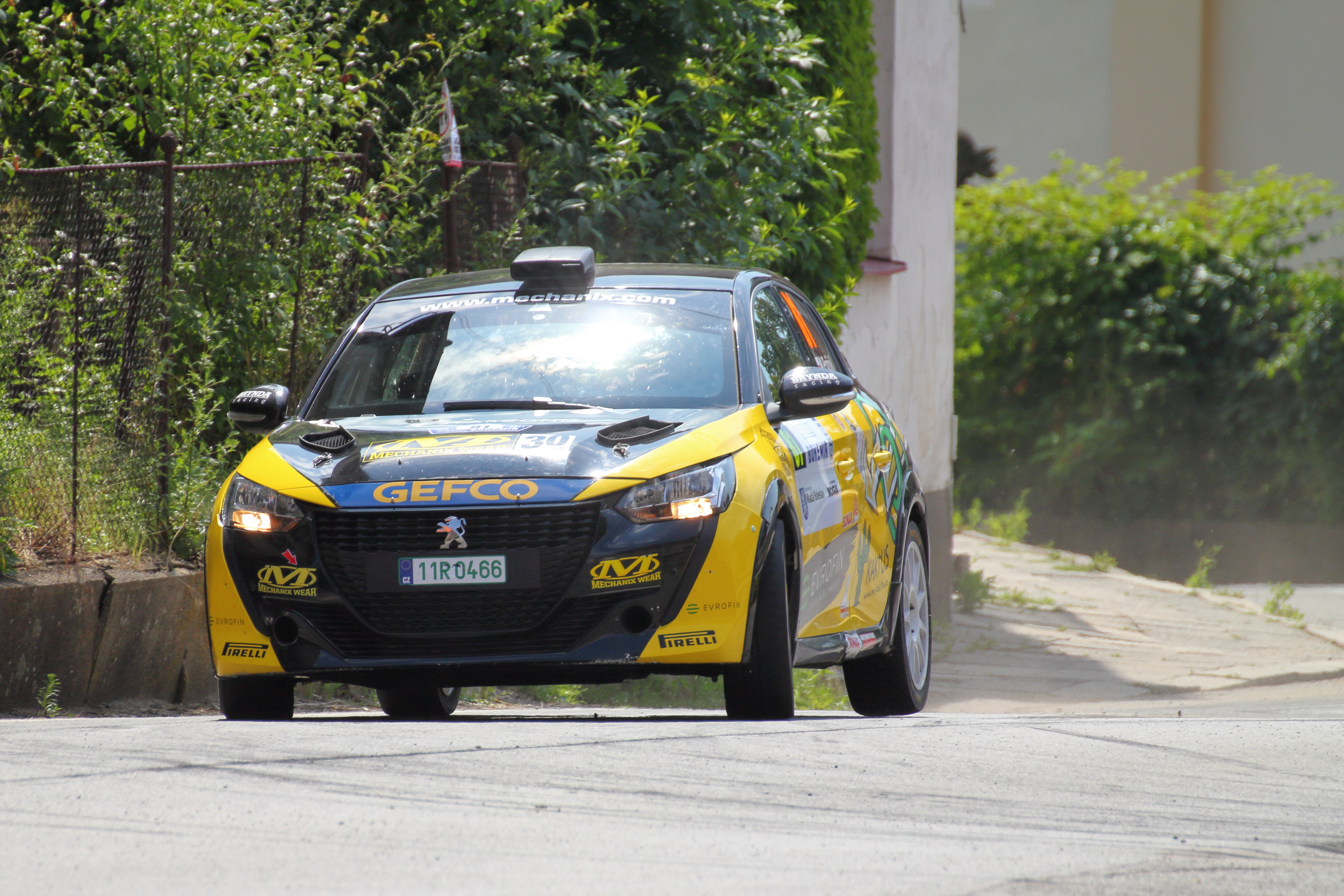
208 Rally4

207 S2000の後継として、グループRally（旧名グループR）のカスタマー向けラリーカーを投入している。当初は姉妹ブランドのシトロエンがR1、R3を、プジョーはR2、R5を開発する形となっていた。R5は307 WRC以来の四輪駆動ターボラリーカーであったため、WRCへの復帰を希望的観測で囁く者もいたが、実現はしなかった。
安価な前輪駆動のR2/Rally4は特にカスタマーが多く、2018年のWRC-3、2015年の全日本ラリー選手権JN5クラスでそれぞれ王者となっている。
2代目へモデルチェンジ後も、R2の改称であるRally4については新規開発され、多くのチームに使用されている。また新井大輝は国内で208 Rally4をドライブし、四輪駆動ターボ勢に大きく割って入る活躍を見せている。
ユハ・サロはグループRally規定ではない208で、2015年と2016年にフィンランドラリー選手権で優勝した。

### レーシング
2018年、プジョー208 GTi 30th Editionモデルは、FFターボ車で、初のクラシックスポーツカークラブターボティントップシリーズの総合賞を受賞した。